# Radiostacja R-108

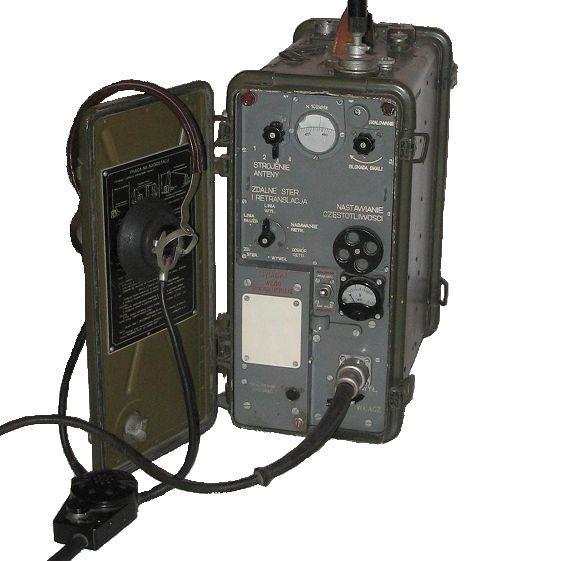
Radiostacja przenośna UKF R-108D

Radiostacja R-108 – radiostacja UKF (ultrakrótkofalowa), nadawczo-odbiorcza, simpleksowa, małej mocy konstrukcji ZSRR. Była produkowana również w innych krajach Układu Warszawskiego. Radiostacja R-108 była radiostacją pracującą z modulacją częstotliwości bez tłumika szumów.
Była radiostacją o konstrukcji typu transceiver, tzn. nadawczo-odbiorczą wykorzystującą część podzespołów radiostacji podczas nadawania i odbioru. Nastrojenie nadajnika było jednoznaczne z nastrojeniem na tę samą częstotliwość odbiornika radiostacji.
Była jedną z radiostacji rodziny zwanej „ASTRA” razem z radiostacjami R-105 i R-109. Zakresy ich częstotliwości zazębiały się, dzięki czemu będąc eksploatowane w piechocie artylerii naziemnej i przeciwlotniczej umożliwiały współpracę bojową tych wojsk.
Wersje radiostacji:
- R-108 – najstarsza powojenna wersja
- R-108D – z możliwością zdalnego sterowania i retranslacji
- R-108DM – zmodernizowana
- R-108M – zminiaturyzowana na lampach bezcokołowych i półprzewodnikach

## Warunki pracy
Konstrukcja radiostacji zapewnia bryzgoszczelność i pyłoszczelność oraz możliwość pracy w trudnych warunkach klimatycznych i mechanicznych. Jest przystosowana do pracy w zakresie temperatury otaczającego powietrza od –50 °C do +50 °C i wilgotności względnej do 98%.

## Przeznaczenie
Radiostacja R-108 była przeznaczona do zapewnienia łączności radiowej w oddziałach i pododdziałach wojsk lądowych (artylerii). Była radiostacją przenośną, plecakową umożliwiającą utrzymywanie łączności telefonicznej nawet podczas marszu z zestawu mikrofonowo-słuchawkowego względnie w pomieszczeniu z mikrotelefonu.

## Możliwości pracy
- praca bezpośrednio z radiostacji
- praca przez radiostację z polowego aparatu telefonicznego, poprzez linię 2 lub 1 przewodową (z uziemieniem) z odległości do 500 m
- wymiana zewów i rozmowa operatora z obsługą aparatu telefonicznego
- ręczna realizacja tzw. retranslacji za pomocą 2 połączonych ze sobą radiostacji
- możliwość współpracy ze wzmacniaczem mocy UM-3

## Parametry elektryczne

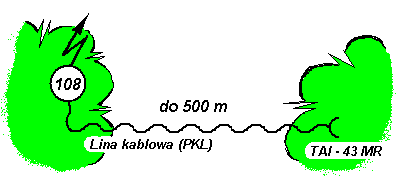
Realizacja zdalnego sterowania.

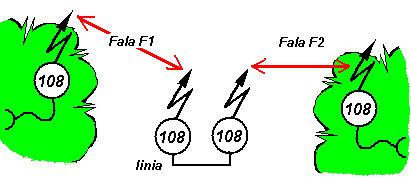
Realizacja retranslacji.

- zakres częstotliwości 28 – 36,5 MHz
- moc nadajnika do 1,5 W
- emisja – modulacja częstotliwości (FM) F3
- dewiacja sygnału FM ± 5 kHz
- czułość odbiornika przy stosunku sygnał/szum 10:1 ≤ 1,5 μV
- sumaryczna niestabilność częstotliwości pracy
  - w radiostacji R-108D ± 6 kHz
  - w radiostacji R-108M ± 4 kHz
- źródło zasilania 2 akumulatory zasadowe
  - w radiostacji R-108D 2NKN24
  - w radiostacji R-108M 2NKP20 lub 2NKP24
- czas pracy (odbiór/nadawanie 3:1)
  - dla R-108D do 12 godzin
  - dla akumulatorów 2NKP20 – 17,5 godziny
  - dla akumulatorów 2NKP24 – 21,5 godziny
- napięcie zasilania 4,8 V
- pobór prądu ze źródła zasilania
  - podczas odbioru ≤ 1,6 A
  - podczas nadawania ≤ 3 A
  - w R-108M – 0,85 i 1,85 A
- waga radiostacji
  - w radiostacji R-108D – 21 kg
  - w radiostacji R-108M – 14 kg

## Anteny i zasięgi łączności
- antena prętowa 1,5 m – 6 km
- antena prętowa (przedłużona) 2,7 m – 8 km
- antena promieniowa – 15 km
- antena promieniowa podniesiona – 25 km